# Johanna Sinisalo
Aila Johanna Sinisalo (Sodankylä, 22 giugno 1958) è una scrittrice finlandese.

## Biografia
Nata a Sodankylä nel 1958, vive e lavora a Tampere.
Ha studiato letteratura e drammaturgia all'Università di Tampere e in seguito ha lavorato nel campo della pubblicità prima di dedicarsi alla carriera di scrittrice a tempo pieno nel 1997.
Dopo aver pubblicato numerosi racconti fantasy e di fantascienza in antologie e riviste specializzate, ha esordito nel romanzo nel 2000 con Ennen päivänlaskua ei voi vincendo il Premio Finlandia.
Tra i riconoscimenti ottenuti si segnalano 7 Premi Atorox e un Prometheus nel 2017 per The Core of the Sun.
Esponente di punta del genere "Finnish Weird" attiva anche in ambito cinematografico, radio-televisivo e fumettistico, le sue opere sono state tradotte in 19 lingue.

## Opere principali

### Romanzi
- Ennen päivänlaskua ei voi (2000)
- Sankarit (2003)
- Lasisilmä (2006)
- Linnunaivot (2008)
- Möbiuksen maa (2010)
- Enkelten verta (2011)
- Auringon ydin (2013)
- Renaten tarina (2018)

### Raccolta di racconti
- Kädettömät kuninkaat ja muita häiritseviä tarinoita (2005)

## Filmografia parziale
- Iron Sky, regia di Timo Vuorensola (2012) (co-autrice del soggetto)

## Premi e riconoscimenti
- Premio Finlandia: 2000 vincitrice con Ennen päivänlaskua ei voi
- Premio Kuvastaja: 2001 vincitrice con Ennen päivänlaskua ei voi
- Premio James Tiptree Jr.: 2004 vincitrice con Troll: A Love Story[10]
- Premio Nebula per il miglior racconto: 2008 finalista con Baby Doll
- Premio Nuori Aleksis: 2012 vincitrice con Enkelten verta
- Premio Prometheus: 2017 vincitrice con The Core of the Sun